# Colaptes
Colaptes är ett fågelsläkte i familjen hackspettar inom ordningen hackspettartade fåglar som förekommer i Nord- och Sydamerika. Flera arter i Colaptes fördes tidigare till Piculus. Nedanstående artlista följer AviList:
- Olivgul hackspett (C. rubiginosus)
- Mexikansk hackspett (C. auricularis)
- Karmosinryggig hackspett (C. rivolii)
- Svartstrupig hackspett (C. atricollis)
- Fläckbröstad hackspett (C. punctigula)
- Grönbandad hackspett (C. melanochloros)
- Guldspett (C. auratus)
- Guatemalaspett (C. mexicanoides)
- Saguarospett (C. chrysoides)
- Bermudaspett (C. oceanicus) – utdöd
- Zapataspett (C. fernandinae)
- Chilespett (C. pitius)
- Punaspett (C. rupicola)
- Camposspett (C. campestris)